# Haus der Namen

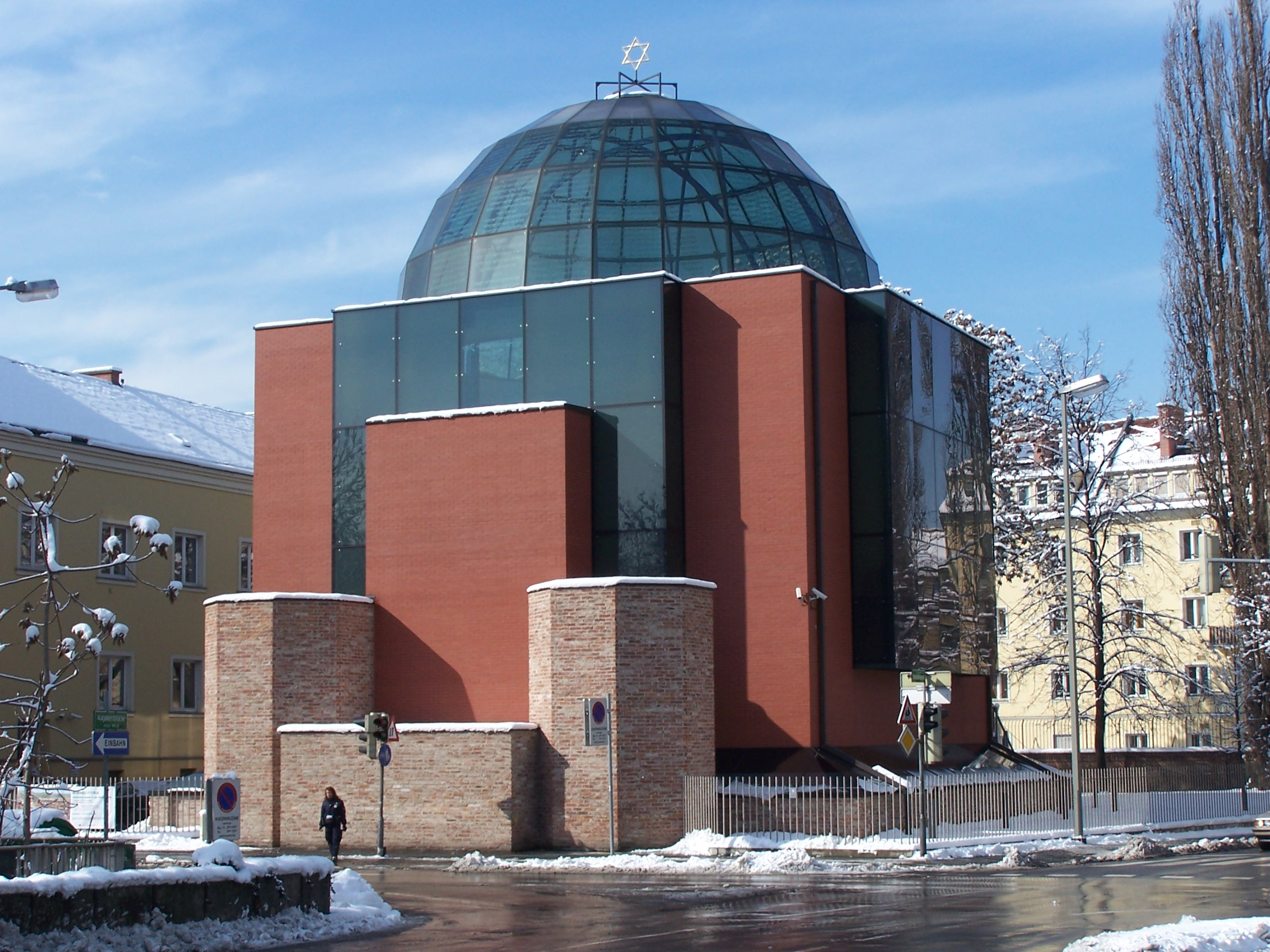
Grazer Synagoge

Das Haus der Namen, Holocaust- und Toleranzzentrum Österreich, ist das bislang erste und einzige Holocaust- und Toleranzzentrum Österreichs. Es war, bestehend aus einer Dauerausstellung, im Untergeschoß der Grazer Synagoge untergebracht und wurde dort am 9. November 2015 eröffnet. Innerhalb der Jüdischen Gemeinde Graz rief die Etablierung einer Holocaust-Ausstellung trotz Abdeckung während des Synagogenbetriebes heftige Widerstände hervor. Hinzu kam, dass ein musealer Betrieb aufgrund der hohen Sicherheitsvorkehrungen sich als nur schwer praktikabel erwies. Nach dem Abgang der Gründerin Ruth Kaufmann als Präsidentin der jüdischen Gemeinde forcierte ihr Nachfolger Elie Rosen mit Nachdruck eine Verbringung der Ausstellung, die schließlich im April 2017 bewerkstelligt werden konnte. Ursprünglich nur für drei Jahre geplant, ist sie nun wegen des großen Erfolgs bis Dezember 2022 im Haus der Geschichte des Universalmuseum Joanneum zu sehen.

## Zielsetzung
Auf Initiative der Präsidentin des Israelitischen Kultusvereines Graz Ruth Kaufmann und des Vereins für Holocaustgedenken und Toleranzförderung wurde das Holocaust- und Toleranzzentrum Steiermark konzipiert und realisiert. Die Räumlichkeiten wurden vom Designer Uwe Kohlhammer als Raum des Gedenkens und der Bildung gestaltet und sollen sowohl die Aufgabe des Erinnerns als auch der Prävention ermöglichen. Vier Ziele werden konkret genannt:
- Erinnerung an die Nazigräuel und Gedenken an die Opfer der Shoah
- Altersgerechte und pädagogische Vermittlung des Holocausts, der Ideologie der Ausgrenzung und von Völkermord
- Förderung von Toleranz und Verbesserung der interkulturellen Kommunikation
- Führungen, Ausstellungen, Lehrmaterialien, Veranstaltungen, Weiterbildungen, Forschungsaufträge